# Săcel (Maramureș)
Săcel (ungarisch Izaszacsal) ist eine Gemeinde im Kreis Maramureș in der historischen Region Komitat Máramaros in Nord-Rumänien.

## Lage

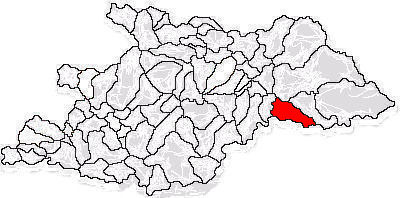
Lage von Săcel im Kreis Maramureș

Săcel liegt knapp 60 km südöstlich von Sighetu Marmației und 12 km westlich von Moisei an der Nationalstraße 17C am südöstlichen Ende des Iza-Tals. In der Ortsmitte zweigt die Kreisstraße (drum județean) DJ 186 nach Vadu Izei und Sighetu Marmației ab. Etwa 5 km südlich dieser Kreuzung, kurz vor dem Pass Șetref, verläuft die Grenze zu dem Kreis Bistrița-Năsăud.

## Geschichte
Săcel wurde erstmals im Jahre 1365 urkundlich erwähnt.

## Bevölkerung
Zur letzten Volkszählung im Jahr 2002 lebten in Săcel 3779 Bewohner; davon waren 3765 Rumänen, 6 Ungarn und 8 Roma. In den letzten Jahrzehnten war die Bevölkerungszahl etwas rückläufig; 1956 wurden mit 4379 die meisten Einwohner registriert.

## Verkehr
Die Nationalstraße DN17C führt im Osten an dem Dorf vorbei. Die Kreisstraße 186 zweigt nach Sighetu Marmației ab, welche durch das Iza-Tal führt. Im Osten der Stadt befindet sich der Bahnhof an der Bahnstrecke Salva–Vișeu de Jos.

## Sehenswürdigkeiten
- Etwa in der Dorfmitte befindet sich eine Kirche, deren Eingang sehenswert ist.
- Von Săliștea de Sus kommend sieht man viele Eisenbahnbrücken und ein großes Viadukt.

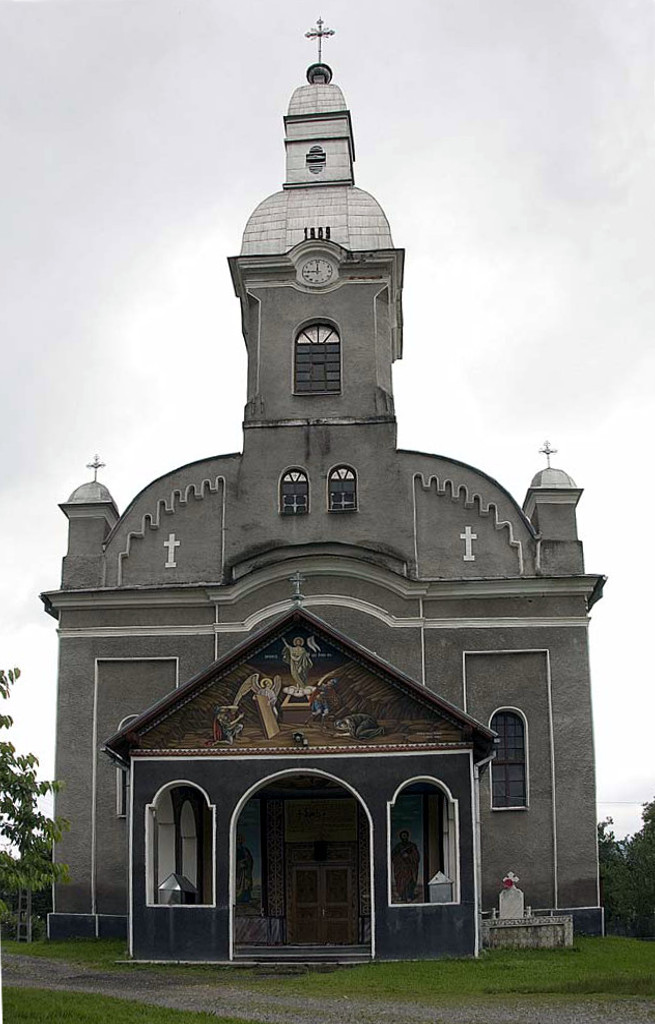
Kirche
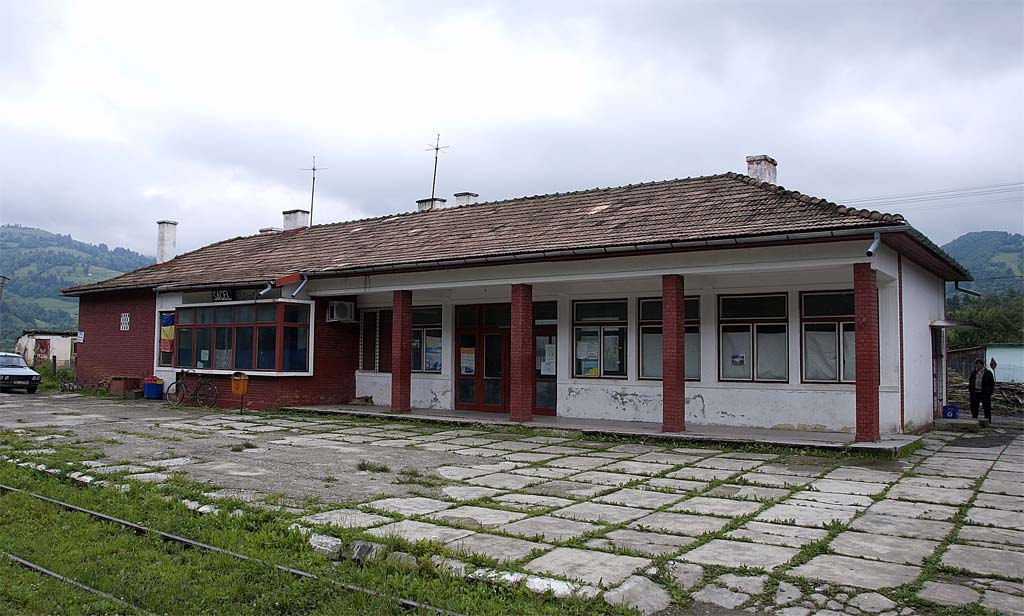
Bahnhof von Săcel
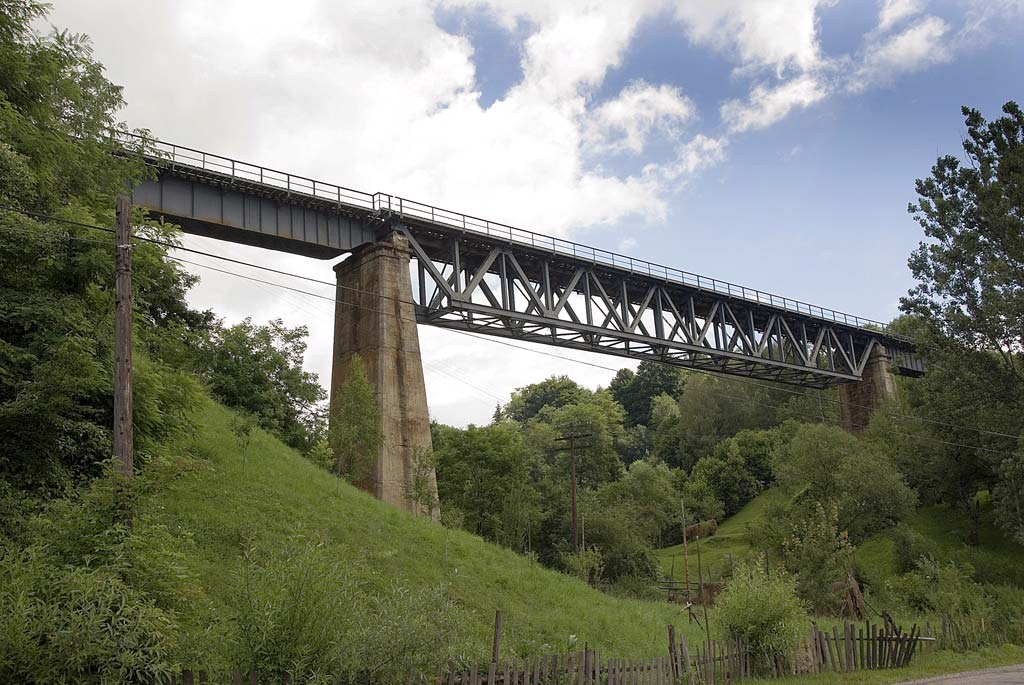
Eisenbahnbrücke, aus Săliștea de Sus kommend, etwa 500 Meter vor dem Ortseingang
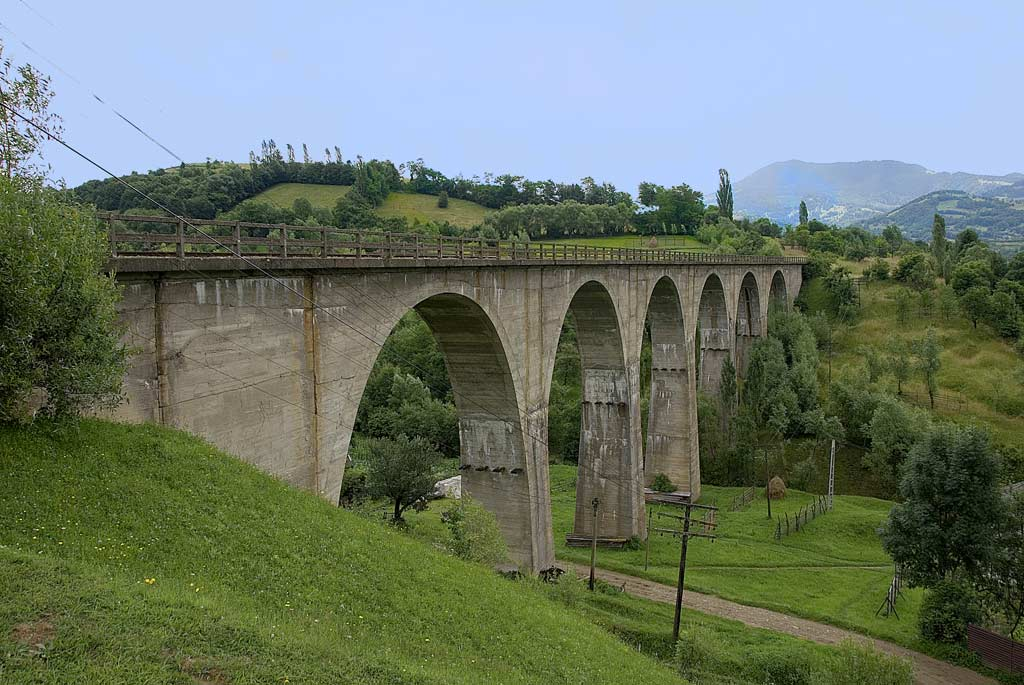
Viadukt